# アル・ジャジーラ・ムハンマド・ビン・ザーイド・スタジアム
アル・ジャジーラ・ムハンマド・ビン・ザーイド・スタジアム（Al Jazira Mohammed Bin Zayed Stadium, ستاد محمد بن زايد）は、アラブ首長国連邦のアブダビに存在するサッカー専用スタジアムである。アル・ジャジーラ・クラブが本拠地としている。

## 概要
開設当初は15,000人収容の競技場であったが、2009年までに収容人数を42,000人に増やし、最新鋭の空調設備を備えるとともに、2棟の居住棟を併設する改修工事が行われた。
2003 FIFAワールドユース選手権やFIFAクラブワールドカップなど、サッカーの主要な国際大会を開催した実績を持つ。

## 開催された主な大会・試合
- AFCアジアカップ2019

| 日付          | ホームチーム | 結果 | アウェーチーム   | ラウンド   |
| ------------- | ------------ | ---- | ---------------- | ---------- |
| 2019年1月7日  | イラン       | 5-0  | イエメン         | グループD  |
| 2019年1月11日 | フィリピン   | 0-3  | 中国             | グループC  |
| 2019年1月15日 | パレスチナ   | 0-0  | ヨルダン         | グループB  |
| 2019年1月17日 | オマーン     | 3-1  | トルクメニスタン | グループF  |
| 2019年1月20日 | イラン       | 2-0  | オマーン         | ラウンド16 |
| 2019年1月24日 | 中国         | 0-3  | イラン           | 準々決勝   |
| 2019年1月29日 | カタール     | 4-0  | アラブ首長国連邦 | 準決勝     |